# Ograda (Bloke, Slovenija)
Ograda je naselje u slovenskoj Općini Bloki. Ograda se nalazi u pokrajini Notranjskoj i statističkoj regiji Notranjsko-kraškoj. 

## Stanovništvo
Prema popisu stanovništva iz 2002. godine naselje je imalo 4 stanovnika.